# 圣维森特-德托雷略
圣维森特-德托雷略，是西班牙加泰罗尼亚巴塞罗那省的一个市镇。总面积6.6平方公里，总人口2013人（2001年），人口密度305人/平方公里。